# Rada protestantů ve skautingu
Rada protestantů ve skautingu (anglicky „Council of Protestants in Guiding and Scouting“ CpG ) je autonomní, mezinárodní orgán zavázaný prosazovat a podporovat protestantská skautská sdružení a být pojítkem mezi skautským hnutím a protestantskou církví dle definice světové rady církví (SRC).
CpG má poradní status při Světovém skautském výboru a tvoří Světové skautské mezináboženské fórum (WSIF) spolu s Mezinárodní odkaz ortodoxních křesťanských skautů, Mezinárodní konference katolických skautů, Mezinárodní unie muslimských skautů, Mezinárodní fórum židovských skautů, Won-buddhism Scouts a World Buddhist Scout Brotherhood.

## Historie
CpG byl založen jako Konference o křesťanství ve vedení a skautingu (angl. Conference on Christianity in Guiding and Scouting CCGs) v roce 1965. V roce 2006 byla přejmenována na Rada protestantů ve skautingu kvůli změně politiky v rámci Světové organizace skautského hnutí.

## Členové
Členové CpG jsou:
- Argentina: Scouts de Argentina, Comisión Pastorální Scout Cristiano Evangelica
- Dánsko: KFUM-Spejderne i Danmark
- Finsko: Suomen Partiolaiset - Finlands Scouter ry
- Francie: Eclaireuses et Eclaireurs Unionistes de France
- Německo: Verband Christlicher Pfadfinderinnen und Pfadfinder